# 美 (王力宏歌曲)
《美》是歌手王力宏收录于《十八般武艺》专辑中的歌曲，填词作曲演唱皆由他一人包办，也是2010年电影《恋爱通告》中的歌曲。

## 音乐录影带
王力宏在音乐录影带的主要造型为嘻哈装扮，饰演嘻哈歌手“王力熊”。身穿厚毛绒外套，戴上四条纯银粗项链及大戒指的边拍边跳舞的他脖子上出现黑青。此外，王力宏以一黑一白西装造型亮相，其分饰的黑白西装男子各有所指，动静皆宜。黑色西装男弹会钢琴又懂唱歌，而白色西装男则是跳起嘻哈、太空漫步。由于没有特别请老师排舞，这次表演全为王力宏即兴演出。

## 相关事件
由于王力宏被李靓蕾爆出丑闻，有网友发现这首歌曲不仅多次唱出「妹妹」一词，甚至连音乐录影带也找来神似张惠妹神韵的模特赖琳恩进行演出，质疑王力宏创作这首歌的目的是为了送给旧爱。